# Amt Wilnsdorf

Amt Wilnsdorf im Kreis Siegen

Amtsgliederung bis 30. Juni 1966

Das Amt Wilnsdorf war ein Amt im Kreis Siegen in der preußischen Provinz Westfalen und in Nordrhein-Westfalen. Es verwaltete bis zum 30. Juni 1966 ein Gebiet mit zuletzt sieben Gemeinden.

## Geschichte
Bis zum Anfang des 19. Jahrhunderts gehörte das Gebiet des späteren Amtes Wilnsdorf zum Fürstentum Siegen. In der Franzosenzeit gehörte das Gebiet zum Großherzogtum Berg (1806–1813). Als die Verwaltung in dieser Region nach französischem Vorbild neu geregelt wurde, wurde dabei auch die „Mairie“ Wilnsdorf im Kanton Siegen des Département Sieg eingerichtet.
Nach dem Wiener Kongress wurde aus der Mairie Wilnsdorf die Bürgermeisterei Wilnsdorf, die 1817 zum Kreis Siegen im Regierungsbezirk Arnsberg der preußischen Provinz Westfalen kam. Im Rahmen der Einführung der Landgemeindeordnung von 1841 für die Provinz Westfalen wurde 1843 aus der Bürgermeisterei Wilnsdorf das Amt Wilnsdorf gebildet.
Am 1. Juli 1894 wechselte die Gemeinde Wilden aus dem Amt Burbach in das Amt Wilnsdorf.
1897 fand der Bau des Amtshauses an der Hagener Straße in Wilnsdorf statt. 1981 wurde das Gebäude abgerissen. Nach dem Ersten Weltkrieg sammelte das Amt Wilnsdorf bis 1919 17.284 Mark für Kriegsbeschädigte und Hinterbliebene im Amt. 1930 lehnte der Kreistag Siegen die Zusammenlegung der Ämter Wilnsdorf und Eiserfeld zu einem Amt ab. Damit blieb das Amt Eiserfeld das kleinste im Kreis. Am 17. August 1937 bekam das Amt ein eigenes Wappen. Im selben Jahr wurde es wieder schuldenfrei.
Durch das Gesetz zur Neugliederung des Landkreises Siegen schied die Gemeinde Eisern am 1. Juli 1966 aus dem Amt Wilnsdorf aus und wurde Teil der neuen Stadt Eiserfeld.
Am 1. Januar 1969 wurde das Amt Wilnsdorf durch das Zweite Gesetz zur Neugliederung des Landkreises Siegen aufgelöst. Aus allen Gemeinden des Amtes wurde zusammen mit den Gemeinden Anzhausen, Flammersbach, Gernsdorf und Rudersdorf aus dem Amt Netphen die neue Gemeinde Wilnsdorf gebildet.
Zum 1. Dezember 1885 hatte das Amt Wilnsdorf eine Fläche von 47,4 km², auf der 4127 Einwohner lebten. Bis 1967 stieg diese Zahl auf 10.926 Einwohner an, seit 1966 jedoch ohne Eisern.

## Gemeinden
1. Eisern (bis 30. Juni 1966)
2. Niederdielfen
3. Oberdielfen
4. Obersdorf
5. Rinsdorf
6. Wilden (ab 1894)
7. Wilgersdorf
8. Wilnsdorf

## Einwohnerzahlen
Die Einwohnerzahlen des Amtes Wilnsdorf:
| Gemeinde      | 1818  | 1871  | 1885  | 1895  | 1905  | 1939  | 1950   | 1966   | 1967   |
| ------------- | ----- | ----- | ----- | ----- | ----- | ----- | ------ | ------ | ------ |
| Eisern        | 0379  | 0758  | 1.078 | 1.152 | 1.439 | 1.749 | 2.329  | 2.660  | -      |
| Niederdielfen | 0331  | 0467  | 0554  | 0575  | 0647  | 1.107 | 1.436  | 2.043  | 2.058  |
| Oberdielfen   | 0245  | 0267  | 0356  | 0348  | 0387  | 0518  | 0664   | 1.038  | 1.072  |
| Obersdorf     | 0246  | 0327  | 0368  | 0384  | 0435  | 0594  | 0809   | 1.295  | 1.306  |
| Rinsdorf      | 0204  | 0265  | 0325  | 0357  | 0411  | 0550  | 0680   | 0861   | 0907   |
| Wilden        | -     | -     | -     | 0523  | 0699  | 0899  | 1.174  | 1.426  | 1.443  |
| Wilgersdorf   | 0456  | 0607  | 0709  | 0780  | 0926  | 1.197 | 1.532  | 2.054  | 2.056  |
| Wilnsdorf     | 0507  | 0691  | 0737  | 0780  | 0856  | 1.141 | 1.438  | 2.055  | 2.084  |
| Gesamt        | 2.368 | 3.382 | 4.127 | 4.899 | 5.800 | 7.755 | 10.062 | 13.432 | 10.926 |

Anmerkungen: Einwohnerzahl zum 30. Juni 1966

## Amtmänner / Amtsdirektoren
- 1806–?: Joh. Adam Kunz (Maire)
- 1845–1847: Franz Hugo Bülowius (Amtmann)
- 1847–1857: Matthey (Amtmann)
- 1857–1861: Thomas Noelle (Amtmann)
- 1861–1863: Adolf Kunz (Amtmann)
- 1863–1897: Karl Kunz (Amtmann)
- 1897–1902: Otto Ibing (Amtmann)
- 1902–1905: Wilhelm Loerbroks (Amtmann)
- 1905–1922: Hermann Ufer (Amtmann)
- 1922–1931: Wilhelm Richard (Amtmann)
- 1931–1945: Fritz Klein (Amtmann)
- 1946–1953: Fritz Klein (Amtsdirektor)
- 1953–1968: Adolf Schäfer (Amtsdirektor)

## Amtsbürgermeister
- bis 1950: Hugo Roth, Eisern († 3. Juni 1950)[9]
- 1950–1961: Heinrich Adolf Müller, Eisern († 27. März 1973 im Alter von 91 Jahren)[12]
- 1961–1969: Wilhelm C. Moos, Wilden († 1977)[9]